# 33262 Marklewis
33262 Marklewis è un asteroide della fascia principale. Scoperto nel 1998, presenta un'orbita caratterizzata da un semiasse maggiore pari a 3,156314 UA e da un'eccentricità di 0,138420, inclinata di 7,563176° rispetto all'eclittica. Ha un diametro di 10,433 km.